# Деканашвилеби
Деканашвилеби (груз. დეკანაშვილები) — село в Грузии, на территории Хулойского муниципалитета автономной республики Аджария.

## География
Село находится в юго-западной части Грузии, на правом берегу реки Аджарисцкали, на расстоянии 1 километра к северу от посёлка городского типа Хуло, административного центра муниципалитета. Абсолютная высота — 1122 метра над уровнем моря.

## Население
По результатам официальной переписи населения 2014 года, в Деканашвилеби проживало 660 человек (309 мужчин и 351 женщина). В национальной структуре населения грузины составляли 100 %.
| Год  | Население, человек |
| ---- | ------------------ |
| 2002 | 908                |
| 2014 | ↘ 660              |